# Доній Кралєвець
46°22′ пн. ш. 16°39′ сх. д. / 46.37° пн. ш. 16.65° сх. д.
Доній Кралєвець (хорв. Donji Kraljevec) – громада і населений пункт в Меджимурській жупанії Хорватії.

## Населення
Населення громади за даними перепису 2011 року становило 4 659 осіб, 2 з яких назвали рідною українську мову. Населення самого поселення становило 1 560 осіб.
Динаміка чисельності населення громади:
Динаміка чисельності населення центру громади:

## Населені пункти
Крім поселення Доній Кралєвець, до громади також входять: 
- Доній Хращан
- Доній Пустаковець
- Ходошан
- Палиновець
- Светий Юрай-у-Трню

## Клімат
Середня річна температура становить 10,38°C, середня максимальна – 24,23°C, а середня мінімальна – -5,84°C. Середня річна кількість опадів – 780,00 мм.
| Клімат поселення                              | Клімат поселення | Клімат поселення | Клімат поселення | Клімат поселення | Клімат поселення | Клімат поселення | Клімат поселення | Клімат поселення | Клімат поселення | Клімат поселення | Клімат поселення | Клімат поселення | Клімат поселення |
| Показник                                      | Січ.             | Лют.             | Бер.             | Квіт.            | Трав.            | Черв.            | Лип.             | Серп.            | Вер.             | Жовт.            | Лист.            | Груд.            |                  |
| Середній максимум, °C                         | 5,44             | 7,27             | 11,84            | 16,24            | 21,73            | 24,23            | 23,78            | 23,25            | 19,24            | 14,39            | 8,44             | 4,92             |                  |
| Середня температура, °C                       | −0,2             | 1,63             | 6,20             | 10,59            | 16,09            | 18,58            | 20,06            | 19,53            | 15,50            | 10,66            | 4,73             | 1,19             |                  |
| Середній мінімум, °C                          | −5,84            | −4               | 0,55             | 4,94             | 10,44            | 12,94            | 16,34            | 15,82            | 11,79            | 6,95             | 1,02             | −2,52            |                  |
| Норма опадів, мм                              | 38               | 39               | 48               | 60               | 71               | 88               | 85               | 79               | 75               | 68               | 75               | 54               |                  |
| Середньомісячна швидкість вітру, м/с          | 2.10             | 2.40             | 2.70             | 2.70             | 2.50             | 2.20             | 2.20             | 1.90             | 2.00             | 2.00             | 2.20             | 2.20             |                  |
| Середньомісячна сонячна радіація, кДж/м²·день | 3973             | 6715             | 10597            | 15038            | 19143            | 21051            | 21521            | 18825            | 13903            | 8618             | 4452             | 3216             |                  |
| --------------------------------------------- | ---------------- | ---------------- | ---------------- | ---------------- | ---------------- | ---------------- | ---------------- | ---------------- | ---------------- | ---------------- | ---------------- | ---------------- | ---------------- |
| Джерело:                                      |                  |                  |                  |                  |                  |                  |                  |                  |                  |                  |                  |                  |                  |